# Reitbahnplaner

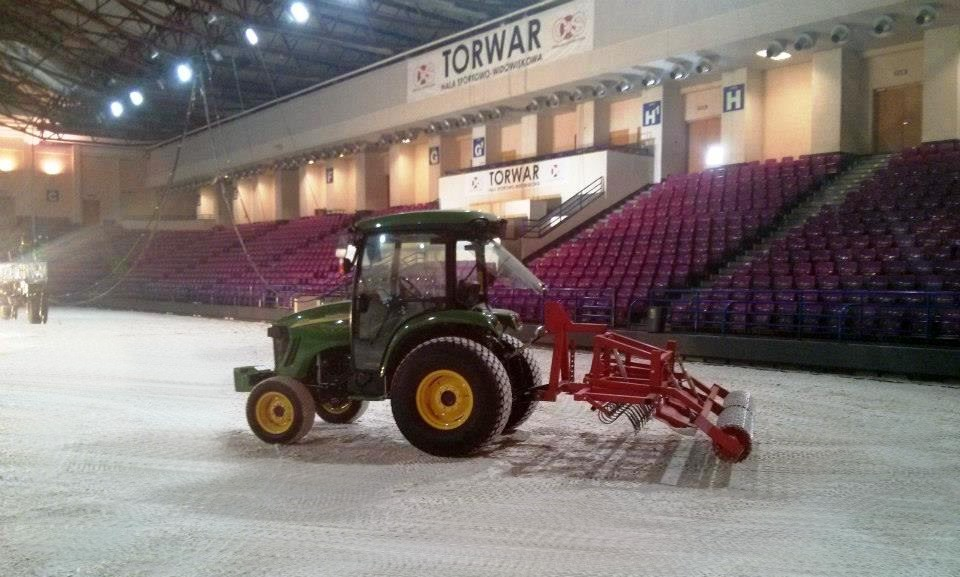
Reitbahnwalze mit Krümelwalze beim Präparieren eines Turnierbodens

Ein Reitbahnplaner, eine Reitbahnschleppe oder eine Reitbahnwalze ist ein Gerät zum Auflockern und Einebnen des Reitbodens einer Reithalle oder eines Reitplatzes.

## Allgemeines
Es gibt zahlreiche Ausführungen von Reitbahnplanern und Schleppen, die für unterschiedliche Reitböden geeignet sind. Es gibt, je nach Bedarf, eine Auswahl zwischen Reitbahnplanern die den Reitplatz nach dem Auflockern und Einebnen verschieden wieder verdichten. Dies ist sehr wichtig, denn nicht alle Pferdesportarten benötigen den gleichen Reitboden und dadurch auch jeweils spezielle Pflege.
In der Regel sollte der Bahnplaner robust verarbeitet sein, da er je nach Frequentierung des Reitbodens auch mehrmals täglich eingesetzt werden muss. Er besteht aus kammartig angeordneten Zinken, die in den Boden eindringen und ihn auflockern, und einem in Bewegungsrichtung dahinter angeordnetes Planierschild oder Walzen zum Einebnen und Erneuten verdichten des so aufgelockerten Bodens. Der Planer kann zudem an einer Seite eine Führungsrolle aufweisen, mit der er an der Bande entlanggeführt wird, ohne diese zu beschädigen und dazu eine pflugartige Schar, um den Boden weg zu befördern (Reiterjargon „Hufschlagmachen“), der sich durch das Reiten an der Bande aufhäuft.
Neben den Standardmäßigen Bahnplanern gibt es auch Ausführungen mit Höhenverstellung, mit und ohne Räder, mit Gitter-/Krümelwalzen, Gummiwalzen oder einer Bohle zum weiteren Zerkleinern von Sandklumpen. Auch die Anhängevorrichtungen der Planer sind unterschiedlich. Es gibt beispielsweise Vorrichtungen für PKW-Anhängekugeln, Traktoren, Gartentraktoren und Quads sowie zum Einspannen hinter Pferden.

## Gerätearten

### Bahnplaner

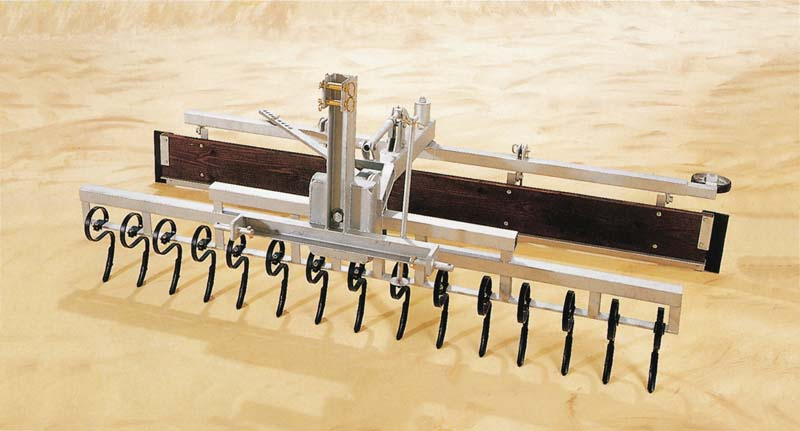
Reitbahnplaner

Der standardmäßig gebaute Reitbahnplaner ist am besten geeignet für klassisch aufgebaute Sandböden. Er besteht aus Zinken, mit denen man den Boden auflockert und aus einem Planschild das dafür sorgt, dass die Unebenheiten wieder gerade gezogen werden. Diese Art von Planer wird normalerweise mit einem Dreipunkt Anschluss an einem Traktor angehängt.

### Bahnschleppe

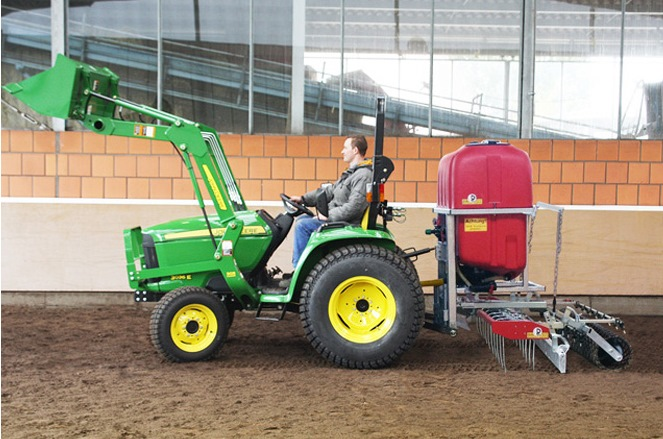
Reitbahnschleppe mit Beregnung

Die Reitbahnschleppe ist eine perfekte Lösung für die veränderte Bauart heutiger Reitplätze. Sie begradigt die Oberschicht des Reitplatzes, ohne dass sie dabei den empfindlichen Unterbau beschädigt. Es gibt viele verschiedene Ausführungen von Reitbahnschleppen, im Grunde ähneln sie aber alle dem Reitbahnplaner. Der große Unterschied ist, das die Schleppe eine größere Präzision hat als der Planer und deswegen besser geeignet ist für moderne Reitplätze, die zum Beispiel aus einem Sand/Vlies Gemisch errichtet sind. Es gibt auch so genannte Kombi-Schleppen, die neben der Begradigung auch noch eine Bewässerungsfunktion haben. Bei der Reitbahnschleppe gibt es mehrere Anhängevorrichtungen, wie zum Beispiel der Dreipunkte Anschluss für Traktoren, PKW-Anhängerkugeln für Gartentraktoren, Quads und Pkws.

### Bahnwalze

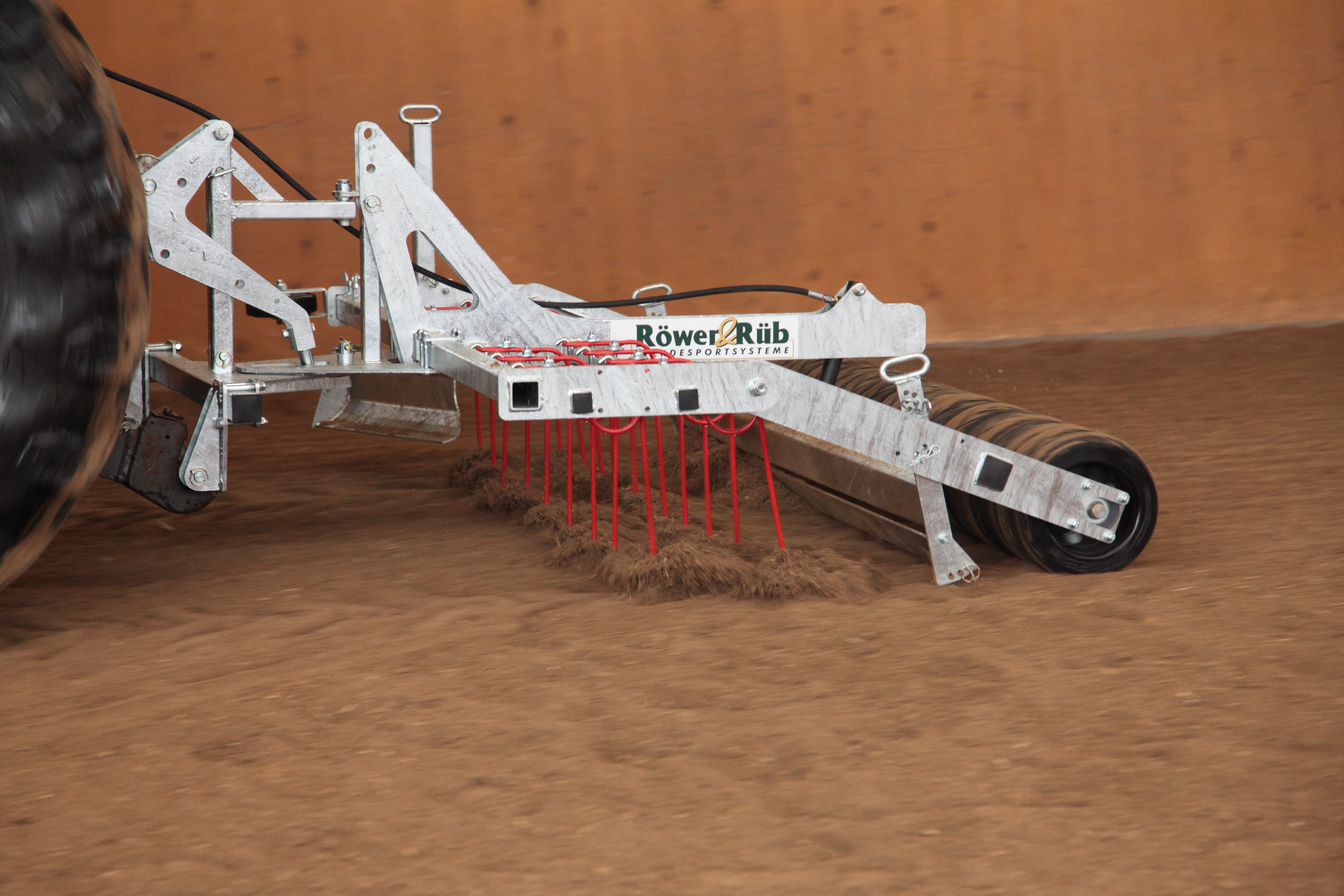
Reitbahnwalze mit Gummirollen im Einsatz in einer Reithalle

Die Reitbahnwalze ist für alle Arten von Reitböden gut geeignet, denn sie besteht aus Zinken die den Boden aufwirbeln, einem Planschild der den Boden wider gerade zieht und einer Walze die dafür sorgt das der Reitboden erneut verdichtet wird. Bei der Reitbahnwalze gibt es verschiedene Ausführungen, das Grundprinzip ist jedoch überall gleich. Es kommt auf die Walze an, wie groß, wie schwer sie ist, ob sie gummiert ist oder nicht. Wie bei der Reitbahnschleppe gibt es auch hier verschiedene Anhängervorrichtungen, die meist benutzte ist jedoch die Pkw-Anhängerkugel für Quads oder Geländewagen.